# プロセッサ (雑誌)
『プロセッサ』は、技術評論社が1985年4月に創刊した雑誌。主に組み込みシステムを扱っていた。
1990年に Software Design に改名し、扱うジャンルも変更した。
1985年5月号 マイコンシステムのタイミング
1985年6月号 ハード／ソフトの最適化設計
1985年7月号 マルチマイクロプロセッサ
1985年8月号 マイコン・システムのデバッグ
1985年9月号 つくるOS-9システム
1985年10月号 80186の活用研究
1985年11月号 ワンチップ・マイコン
1985年12月号 シリアル・データ伝送技術
1986年1月号 8086とV20
1986年2月号 HD64180システムの設計技術
1986年5月号 マイコン・システム設計のノウハウ
1986年6月号 続・マイコン・システム設計のノウハウ
1986年7月号 CRTコントローラの活用
1986年8月号 ACRTCの活用
マイコン技術者試験対策講座を新連載
1986年12月号 元気が出るAD/DAコンバータの活用法
1987年1月号 モータの制御技術をマスタしよう
1987年2月号 Z80の新しい風
1987年5月号 PLDらくらく活用法
1987年9月号 クロスアセンブラの実践作成法
1987年11月号 入門リアルタイムモニタ
1988年4月号 CPUシミュレータの作成と活用
1988年6月号 V25の基礎と活用
1988年8月号 作って学ぶSCSIの基礎と実際
雑誌『プロセッサ』の「忙中閑話」が5号分ウェブで公開。